# Vertu

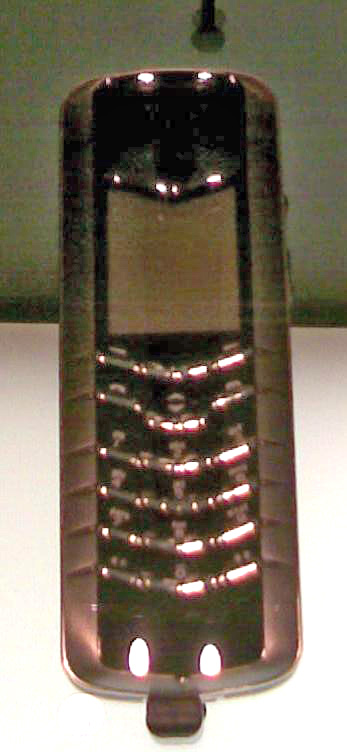
Điện thoại Vertu Signature giá 6000 bảng Anh tại Luân Đôn

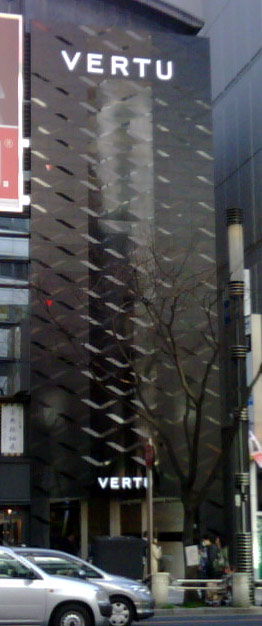
Một cửa hàng Vertu tại Ginza, Tokyo

Vertu© (trong tiếng Pháp có nghĩa là đạo đức, đức hạnh, đức độ, tiết hạnh) là tên thương hiệu điện thoại di động được đánh giá là đắt và sang trọng trên thế giới hiện nay, do một bộ phận độc lập của Nokia tách riêng ra. Các điện thoại hiệu Vertu đều được sản xuất thủ công, và có giá từ 4.500 USD đến 60.000 USD. Tháng 6/2012, Nokia đã bán 90% cổ phần cho EQT.

## Phân loại

### Ascent
Có vỏ da màu vàng, xanh dương, đỏ, đen, nâu nhạt, nâu; phiên bản đặc biệt màu hồng, phiên bản thể thao và phiên bản màu trắng. Vertu làm nổi bật sự tương phản giữa cảm nhận da thuộc khâu tay với hợp kim cao cấp, mang lại cho người dùng cảm giác của sự vững bền. Đặc biệt, bàn phím Vertu Ascent được sản xuất khá phức tạp. Hãng Vertu đã bơm hỗn hợp thép không gỉ ở nhiệt độ cao và ép vào một khuôn có kích thước lớn hơn. Khi nguội đi, phím sẽ co lại 14% để tạo ra thiết kế bàn phím có góc xiên. Sau đó từng phím được đặt trên hai vòng đệm bằng đồ trang sức, tạo ra tác động xoay độc đáo và bảo đảm đúng âm thanh vang lên khi nhấn phím.
Ascent Motorsport: Vertu chỉ sản xuất 997 chiếc Ascent Motorsport. Mỗi điện thoại đều được khắc số sau lưng máy do vậy không cái nào giống nhau. Phiên bản thể thao Ascent Motorsport được làm bằng hợp kim Liquidmetal và nguyên liệu sản xuất xe hơi cao cấp như sợi carbon và da không thấm nước.
Ascent Racetrack Legends hay còn gọi là Vertu "đường đua huyền thoại" được khắc hình các đường đua ôtô ở lưng máy đã có mặt trên thị trường với giá 3.650 bảng mỗi chiếc. Vertu "đường đua huyền thoại" gồm 6 mẫu, mỗi mẫu có 1.000 điện thoại khắc đường đua ôtô sau lưng máy. Lưng máy được bọc bằng một dải cao su mô phỏng lốp xe đua. Hai bên sườn máy được viền bằng da thuộc. Mỗi máy được dát loại sợi carbon do nhà sản xuất phụ tùng cho xe đua F1 và được tăng cường một lớp vải dệt chéo để kết hợp tính năng cơ học cao với vẻ ngoài đẹp.
Hiện Vertu đã giới thiệu 2 mẫu Silverstone và Monza có khắc hình đường đua Silverstone của Anh với da thuộc màu xanh lá cây và đường đua Monza của Ý với da thuộc màu đỏ.

### Signature
Có màu bạch kim, hoàng kim, yellow metal, ghi gương, thép, thép "Duo".
Vertu Signature là một trong những dòng sản phẩm được giới doanh nhân Việt Nam đặc biệt yêu thích. Bắt nguồn cảm hứng từ những tiêu chuẩn chính xác của đồng hồ Grand Complication, Signature là một tác phẩm của tay nghề thủ công khéo léo. Mang phong cách thời trang từ những chất liệu quý hiếm như platin, vàng, kim cương và được lắp ráp hoàn toàn thủ công, Signature chắc chắn là một thiết bị cầm tay đẹp nhất từ trước đến nay.
Mỗi thiết bị này bao gồm 388 thành phần cơ khí. Vertu Signature phức tạp đến nỗi gần như không thể chế tạo được. Những người thợ thủ công giàu kinh nghiệm đã mất đến 3 năm chỉ để học cách lắp ráp hoàn chỉnh một chiếc điện thoại và chỉ có vài người trên thế giới có thể làm được điều này. Chỉ riêng chiếc điện thoại Vertu Signature đã sở hữu 74 bằng sáng chế bảo vệ quyền sở hữu trí tuệ. Gần 100 cuộc kiểm nghiệm nghiêm ngặt bảo đảm từng thiết bị đều hoàn hảo trước khi ra khỏi nhà máy.
Bề mặt của điện thoại Signature có miếng ngọc bích lớn nhất từng được sử dụng trên thế giới. Bằng cách sử dụng những vi mạch mỏng nhất trên thế giới, bàn phím của Signature là bộ phận rời phức tạp nhất. Tám kỹ sư phải mất tổng cộng 4 năm làm việc để hoàn thiện bàn phím này. Tương tự như cách thức những nhà sản xuất xe hơi tầm cỡ thế giới "cân chỉnh" tiếng động khi mở cửa xe để có được âm thanh nghe dễ chịu nhất, bàn phím đã được cân chỉnh để mang lại cảm nhận hoàn hảo. Sau khi xem xét hàng trăm loại bàn phím khác nhau, các nhà thiết kế Vertu đã đưa ra một loại phím bấm độc đáo đáp ứng độ nhấn của ngón tay đến một mức độ nhất định một cách đều đặn.
Bàn phím được chiếu sáng từ bên cạnh với những thấu kính tí hon nằm phía dưới phím. Những thấu kính này được thiết kế kỹ lưỡng để tăng cường ánh sáng. ánh sáng này được truyền qua một lớp polymer có chất lượng quang học và một lớp mực màu bạc trong mờ. Từng phím trong số 18 phím trên bàn phím Signature đều được nâng đỡ bởi một vòng bi bằng ngọc ruby.
Với những sáng tạo độc đáo cả về kiểu dáng, cấu tạo và chất liệu, Vertu Signature xứng đáng là người bạn đồng hành và là biểu tượng của giới doanh nhân thành đạt.

### Diamonds
Có màu hoàng kim, màu bạch kim dát kim cương 18 carat toàn thân và dát nửa thân máy, vỏ platin nạm một viên kim cương.
Aster: Vertu Aster P cũng được làm thủ công tại Anh giống như các mẫu điện thoại khác của Vertu. Mỗi thiết bị sẽ được "chế tác" bởi một thợ thủ công và chữ ký của người thợ này sẽ được khắc trên phần nắp khay SIM ở mặt lưng của máy. Aster P có khung bằng titan loại 5 và màn hình được bảo vệ bằng một lớp kính sapphire 133 cara. Có thể nói rằng titan cứng gấp đôi so với thép nhưng nhẹ hơn rất nhiều, trong khi sapphire về độ cứng thì chỉ kém kim cương.

### Constellation (Chòm sao)
- Tham khảo tại đây